# Оукланд (Орегон)
Оукланд (енгл. Oakland) град је у америчкој савезној држави Орегон.

## Демографија
По попису из 2010. године број становника је 927, што је 27 (-2,8%) становника мање него 2000. године.
| Група             | 2000.       | 2010.       |
| Белци             | 873 (91,5%) | 846 (91,3%) |
| Афроамериканци    | 2 (0,2%)    | 1 (0,1%)    |
| Азијати           | 1 (0,1%)    | 3 (0,3%)    |
| Хиспаноамериканци | 32 (3,4%)   | 28 (3,0%)   |
| Укупно            | 954         | 927         |